# Соті-Накучі (Джорджія)
Соті-Накучі (англ. Sautee Nacoochee) — переписна місцевість (CDP) в США, в окрузі Вайт штату Джорджія. Населення — 332 особи (2020).

## Географія
Соті-Накучі розташоване за координатами 34°41′20″ пн. ш. 83°40′59″ зх. д. / 34.68889° пн. ш. 83.68306° зх. д. (34.688814, -83.683087).  За даними Бюро перепису населення США в 2010 році переписна місцевість мала площу 9,38 км², з яких 9,33 км² — суходіл та 0,06 км² — водойми.

## Демографія
Згідно з переписом 2010 року, у переписній місцевості мешкали 363 особи в 159 домогосподарствах у складі 113 родин. Густота населення становила 39 осіб/км².  Було 224 помешкання (24/км²).
Расовий склад населення:
| - 84,0 % — білих - 14,6 % — чорних або афроамериканців - 1,1 % — азіатів |

До двох чи більше рас належало 0,3 %. Частка іспаномовних становила 0,0 % від усіх жителів.
За віковим діапазоном населення розподілялося таким чином: 17,1 % — особи молодші 18 років, 58,7 % — особи у віці 18—64 років, 24,2 % — особи у віці 65 років та старші. Медіана віку мешканця становила 50,1 року. На 100 осіб жіночої статі у переписній місцевості припадало 98,4 чоловіків;  на 100 жінок у віці від 18 років та старших — 88,1 чоловіків також старших 18 років.
Середній дохід на одне домашнє господарство  становив 56 123 долари США (медіана — 53 667), а середній дохід на одну сім'ю — 60 335 доларів (медіана — 54 097). За межею бідності перебувало 9,2 % осіб, у тому числі 20,4 % дітей у віці до 18 років та 12,6 % осіб у віці 65 років та старших.
Цивільне працевлаштоване населення становило 168 осіб. Основні галузі зайнятості: будівництво — 22,0 %, освіта, охорона здоров'я та соціальна допомога — 21,4 %, роздрібна торгівля — 13,1 %, публічна адміністрація — 8,9 %.